# Église Saint-Pierre de Décines-Charpieu
L'église Saint-Pierre est située sur la commune de Décines-Charpieu dans le département du Rhône, en France,.

## Historique

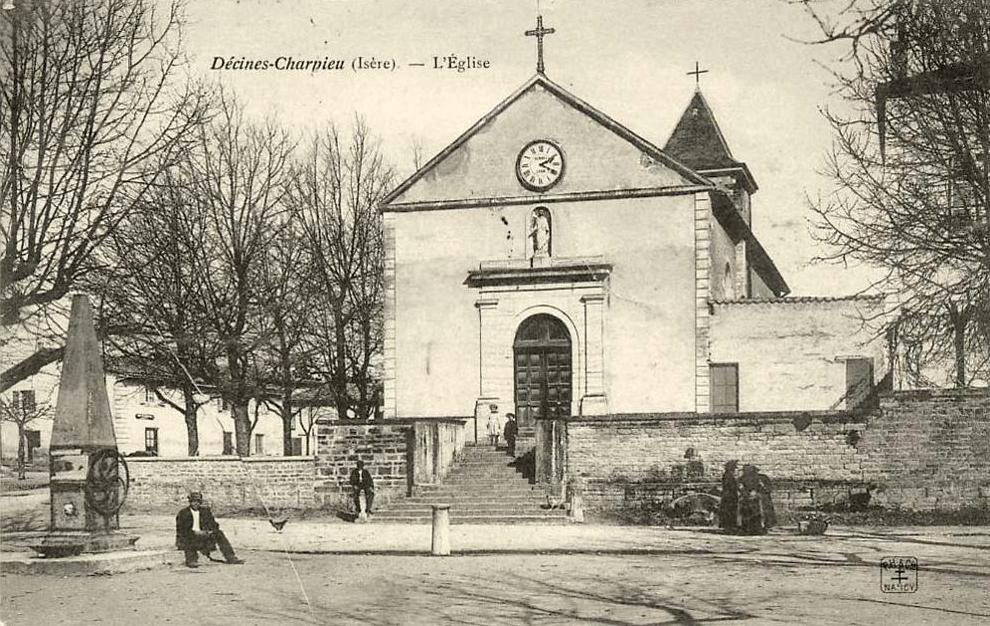
L'église Saint-Pierre vers 1900.

Une présence religieuse est attestée à cet endroit dès 655, lorsque les religieuses de Saint-Pierre-les-Nonnains reçurent une villa à Carpeico, ancien nom du lieu-dit. Bien plus tard, une obéance y est installée, sous le nom de Saint-Pierre et uhe chapelle y est construite au XVIe siècle.
En 1819, le projet d'agrandir l'édifice de cette époque se heurta à maintes difficultés, et finit par la construction d'un nouveau bâtiment, à côté de l'ancien, remplaçant la chapelle Saint-Ennemond.
Elle a été restaurée en 2011, grâce à la vente de la chapelle des Bruyères.